# Manga Time Kirara Miracle!
《Manga Time Kirara Miracle!》是由芳文社發行的四格漫畫雜誌，B5尺寸。2012年1月創刊，每月16日發售。2017年10月停刊。雜誌口號是「更自由的四格漫畫」（日语：もっと自由に、4コマを。）。

## 簡介
繼《Manga Time Kirara》、《Manga Time Kirara Carat》、《Manga Time Kirara MAX》與《Manga Time Kirara Forward》以來的第五本「Kirara」系列雜誌。
與其他姊妹誌相比，作品題材不限於女學生的日常生活而有多樣的世界觀。每一話的頁數也較其他四格漫畫的姊妹誌多。

## 歷史

### 增刊誌
總期號發行至Vol.1-5為止。
- 2011年3月16日 - 作為《Manga Time Kirara》2011年5月號的增刊而創刊（Vol.1）。此後每2個月(奇數月份)發行。
- 同年11月16日 - 作為《Manga Time Kirara》2012年1月號的增刊發售（Vol.5）。為增刊時期最後一次的發行。

### 獨立創刊
至停刊為止，共發行總期號至No.70。
- 2012年1月16日 - 《Manga Time Kirara Miracle!》2012年3月號獨立創刊。
- 2017年10月16日 - 2017年12月號發售並宣布停刊。

### 改編為動畫的作品
- 櫻Trick - 2014年1月 - 3月播放。
- 幸腹塗鴉 - 2015年1月 - 3月播放。
- 城下町的蒲公英 - 2015年7月 - 9月播放。
- 烏菈菈迷路帖 - 2017年1月 - 3月播放。

## 停刊時的主要連載作品
- 城下町的蒲公英（春日步、2012年4月號・6月號客串、8月號 - ）※移籍至《Manga Time Kirara》
- 烏菈菈迷路帖（Harikamo、2014年6月號 - ）※移籍至《Manga Time Kirara》
- （上下、2016年4月號 - ）※移籍至『Kirara基地』・「Manga Time Kirara Miralce! web」
- （2016年9月號 - 2017年12月號）
- （2016年9月號・10月號・12月號客串、2017年1月號 - ）※移籍至『Kirara基地』・「Manga Time Kirara Miralce! web」
- 七福神only（内野舞子（日语：うちのまいこ）、2016年10月號 - 12月號客串、2017年1月號 - 12月號）
- mono女孩（Afro、2017年5月號客串、7月號 - ）※移籍至《Manga Time Kirara Carat》
- 岩窟庄的不夜城小姐（鴻巢覺、2017年6月號客串、9月號 - ）※移籍至《Manga Time Kirara》
- （2017年6月號 - 8月號客串、9月號 - 12月號）
- 在教室再会（吉北、2017年6月號 - 8月號客串、9月號 - ）※移籍至『Kirara基地』・「Manga Time Kirara Miralce! web」
- （市倉、2017年5月號 - 7月號客串、9月號 - 12月號）

## 停刊時的休載作品
- （眉毛、vol.1 - 2012年12月號揭載後、休載中）
- （西瓜割、vol.1 - 2012年10月號揭載後、休載中）
- （小波、vol.1 - 2014年1月號揭載後、休載中）※奇數月號隔月揭載
- （vol.3 - vol.4 揭載後、休載中）
- （2012年10月號 - 12月號ゲスト、2013年1月號 - 2014年5月號揭載後、休載中）
- （奄美、2013年10月號 - 2014年1月號揭載後、休載中）
- （九韻寺51號、2013年12月號 - 2014年2月號揭載後、休載中）※自《Manga time Kirara Carino（日语：まんがタイムきららカリノ）》移籍

## 連載完結的主要作品
- （vol.1 - 2012年9月號）（奇數月號隔月揭載）
- 星期一的飞天橘（Afro、vol.1 - 2013年7月號）
- （vol.1 - 2012年10月號）（奇數月號隔月揭載）
- （双三、vol.1 - 2013年2月號）（偶數月號隔月揭載）
- （奄美、vol.1 - 2013年8月號）
- 夜森之国的索拉妮（Harikamo、vol.1 - 2014年1月號）
- （柊、vol.1 - 2014年2月號）
- 甜蜜魔法（CUTEG、vol.1 - 2015年2月號）
- （vol.1 - 2015年6月號）※2013年6月號後偶數月號隔月揭載
- 櫻Trick （Tachi、vol.1 - 2017年10月號）
- （七葉、vol.3 - 2014年11月號）※奇數月號隔月揭載
- （群青、2012年3月號（独立創刊號） - 2013年11月號）
- 幸腹塗鴉（川井真琴、2012年3月號 - 2016年11月號）
- （庄司二号、2012年3月號 - 5月號休載中、6月號 - 2013年12月號）
- 白熊不明局（Afro、2013年8月號 - 2015年5月號）
- （2013年10月號 - 2015年5月號）
- （清濑赤目、2013年10月號 - 12月號休載中、2014年1月號 - 2016年2月號）
- 柚莉叶公司（しんと、2013年10月號、2014年1月號 - 2月號休載中、3月號 - 2015年7月號）
- （Soto、2014年2月號 - 4月號休載中、5月號 - 2015年9月號）
- 向日箱庭（ちろり、2014年8月號 - 2016年1月號）
- （Kumanoi（日语：クマノイ）、2014年6月號 - 8月號休載中、9月號 - 2016年2月號）
- （PAPA、2014年9月號 - 2016年6月號）
- （小守、2014年11月號 - 2015年8月號）
- 栩栩如生怪物编年史（日语：ビビッド・モンスターズ・クロニクル）（2014年12月號 - 2015年2月號休載中、3月號 - 2017年10月號）
- 温柔的死灵法（鴻巢覺、2015年6月號 - 8月號休載中、9月號 - 2016年11月號）
- （2015年6月號 - 8月號休載中、9月號 - 2016年11月號）
- 音无同学是破坏神！（日语：音無さんは破壊神!）（太、2015年7月號 - 9月號休載中、10月號 - 2017年2月號）
- 全裸.zip（みやこ、2016年2月號 - 8月號） ※移籍至『Kirara基地』
- 缤纷多彩・玛奇朵咖啡！－魔法少女不会战斗。－（飴色、2015年11月號 - 2016年1月號休載中、2月號 - 2017年4月號）
- （Soto、2016年2月號 - 2017年10月號）
- 紫阳花＊Planet（知梨、2015年12月號 - 2016年2月號休載中、3月號 - 2017年8月號）
- 萌物新生（はなこ、2016年1月號 - 3月號休載中、4月號 - 2017年11月號）
- （村上、2016年5月號 - 2017年9月號）

## 外部連結
- Manga Time Kirara Miracle! （页面存档备份，存于）（日語）
- 《Manga Time Kirara》的Niconico漫畫官方帳號